# Вахид Халилхоџић
Вахид Халилхоџић (Јабланица, 15. октобар 1952) некадашњи је југословенски фудбалер и репрезентативац из Босне и Херцеговине, који је играо на позицији центарфора, а данашњи фудбалски тренер. Наступао је за мостарски Вележ и француске клубове Нант и Пари Сен Жермен.

## Фудбалска каријера
Халилхоџић је почео да игра фудбал у ФК Турбини, клубу из родног места, а одмах потом прешао је у Мостар и почео да игра у омладинској екипи мостарског Вележа 1969. године. Првотимац Вележа постао је у сезони 1972/73. и развио се у ефикасног вођу навале, који је у дресу Рођених на 206 прволигашких утакмица постигао 106 голова. Као члан Вележа освојио је Фудбалски куп Југославије 1981. За Вележ је одиграо укупно 376 утакмица и постигао 253 гола.
Од јесени 1981. играо је за француску прволигашку екипу ФК Нант, с којом је у сезони 1982/83. освојио титулу првака Француске и био најбољи лигашки стрелац са 27 голова.

## Репрезентација
Уз 12 утакмица и исто толико постигнутих голова за младу репрезентацију Југославије (1975—1978), одиграо је и 15 утакмица и постигао 8 голова за најбољу селекцију Југославије. Дебитовао је 19. јуна 1976. на утакмици против Холандије (2:3) на финалном турниру Купа нација у Загребу, а последњу утакмицу одиграо је 3. априла 1985. против Француске (0:0) у Сарајеву, у квалификацијама за Светско првенство 1986.

### Голови за репрезентацију Југославије
| #  | Датум              | Место    | Противник  | Резултат | Такмичење                                 |
| -- | ------------------ | -------- | ---------- | -------- | ----------------------------------------- |
| 1. | 4. октобар 1978.   | Загреб   | Шпанија    | 1:2      | Квалификације за Европско првенство 1980. |
| 2. | 15. новембар 1978. | Скопље   | Грчка      | 4:1      | Балкански куп                             |
| 3. | 15. новембар 1978. | Скопље   | Грчка      | 4:1      | Балкански куп                             |
| 4. | 15. новембар 1978. | Скопље   | Грчка      | 4:1      | Балкански куп                             |
| 5. | 25. март 1981.     | Суботица | Бугарска   | 2:1      | Пријатељска                               |
| 6. | 29. април 1981.    | Сплит    | Грчка      | 5:1      | Квалификације за Светско првенство 1982.  |
| 7. | 21. новембар 1981. | Нови Сад | Луксембург | 5:0      | Квалификације за Светско првенство 1982.  |
| 8. | 21. новембар 1981. | Нови Сад | Луксембург | 5:0      | Квалификације за Светско првенство 1982.  |

### Тренер
- ФК Бове-Оаз (Француска)
- Раџа Казабланка (Мароко)
- Лил ОСЦ (Фра)
- ФК Рен (Фра)
- ПСЖ (Фра)
- Трабзонспор, Истанбул, Турска
- Ал Итихад (С. Арабија)
- Обала Слоноваче[2][3]
- Динамо Загреб
- Алжир

## Признања

### Као играч
- 1981 — освајач купа Југославије (Вележ)
- 1983 — првак Француске (Нант)
- 1983. и 1985 — најбољи стрелац у првенству Француске (Нант)

### Као тренер
- 1997 — победник Афричке лиге првака
- 1998 — првак Марока (Раџа Казабланка)
- 2004 — освајач Купа Француске (ПСЖ)[2]